# Salpixantha coccinea
Salpixantha coccinea är en akantusväxtart som beskrevs av William Jackson Hooker. Salpixantha coccinea ingår i släktet Salpixantha och familjen akantusväxter. Inga underarter finns listade i Catalogue of Life.